# Прапори Європи

Мапа Європи з прапорами держав

Це список міжнародних, національних і субнаціональних прапорів, які використовуються в Європі. До списку входять 14 прапорів міжнародних організацій, 50 прапорів держав, 7 прапорів невизнаних держав, 173 прапори регіонів, автономних і залежних територій а також прапор Мальтійського ордену — державоподібного утворення з частковим дипломатичним визнанням.

## Наднаціональні і міжнародні прапори
| Прапор      | Затверджений | Організація                                                       | Опис |
| ----------- | ------------ | ----------------------------------------------------------------- | --- |
|             | 1957/1958 –  | Прапор Бенілюксу                                                  | Поєднує елементи з прапорів країн-членів: Бельгії, Нідерландів та Люксембургу |
|             | 1993 – 2011  | Прапор Західноєвропейського союзу                                 | Прапор синій з півколом з десяти жовтих п'ятипроменевих зірок, розбитих у верхній частині. На ньому зображені білі літери WEU, написані горизонтально, і UEO, написані вертикально. Ці дві абревіатури перетинаються у центрі прапора, тобто, на букві «E». UEO є французькою мовою скороченням для Західноєвропейського союзу. Синій колір прапора з жовтими зірками взятий з Прапора Ради Європи та Європейського Союзу, проте десять зірок є символом перших десяти членів ЗЄС.                                      |
|             | 1955 –       | прапор Європейського Союзу                                        | Коло з 12 золотих п'ятипроменевих зірок, розташованих на синьому полі. |
|             | 1958 – 2002  | Прапор Європейської спільноти з вугілля та сталі                  | Дві горизонтальні смуги, синя зверху і чорна знизу, з білими зірками в два ряди вздовж середини. |
|             | 1953 –       | Прапор НАТО                                                       | Прямокутне полотнище синього кольору, в центрі якого зображена біла зірка з чотирма променями (роза вітрів) та білими лініями, які розбігаються від неї. |
| Sami flag   | 1986 –       | Прапор Саамів                                                     | Прапор складається з вертикальних смуг різної ширини синього, жовтого, зеленого і червоного кольору та червоно-синього кола, яке їх об'єднує. |
|             | 1991 –       | Прапор СНД                                                        | Прапор Співдружності Незалежних Держав є символом Співдружності Незалежних Держав і являє собою прямокутне полотнище синього кольору, в центрі якого зображено фігуру білого кольору з вертикальних смуг, які переходять у верхній частині симетрично вправо і вліво в концентричні кільцеподібні елементи. Останні розширюються догори і закруглені, їх довжина і ширина зменшуються від центру симетрії до периферії. У верхній частині композиції зображено золотий круг, що охоплюється кільцеподібними елементами. |
|             | 1976 –       | Прапор Співдружності націй                                        | Прапор являє собою синє полотнище, в центрі якого розміщений золотистий символ Співдружності — буква «С». |
|             |              | Прапор Співтовариства португаломовних країн                       | Прапор має синє коло, розділене на вісім рівних променів хвилястої форми (країни-члени СПК), розміщене в центрі прапору на білому полі. В центрі великого кола знаходиться менше коло, яке символізує співдружність. |
|             | 1984 –       | Прапор Північної ради                                             | Прапор являє собою білий стилізований лебідь, з вісьмома пір'їнами, на синьому диску та білому тлі. |
|             |              | Прапор Франкофонії                                                | Прапор являє собою біле полотнище, в центрі якого розміщене коло, складене з п'яти сегментів червоного, синього, жовтого, зеленого і фіолетового кольорів, які символізують п'ять континентів. |
|             | 1990-ті –    | Прапор Центрально-європейської асоціації вільної торгівлі (CEFTA) | Прапор являє собою синє полотнище, в центрі якого розміщений золотистий символ асоціації. |
|             | Невідомо     | Прапор Центральної комісії судноплавства по Рейну                 | Світло-синій прапор з чотирма синіми смугами по горизонталі по всій нижній половині прапора, на яких зображено жовтий якір. Верхня половина має шість жовтих зірок, розташованих по колу. |
| Romani flag | 1971 –       | Прапор Циган                                                      | Прапор розділений на два поля — синє (верх) і зелене (низ), що символізують небо і землю відповідно. У центрі прапора знаходиться червона чакра (колесо), що символізує індоарійське походження циганського народу. |

## Прапори держав
| Прапор | Затверджений          | Використання                | Опис |
| ------ | --------------------- | --------------------------- | --- |
|        | 1918—1938 1945 —      | Прапор Австрії              | Спочатку прийнятий в 1918 році і замінений прапором Третього Рейху в 1938, прапор був офіційно знову піднятий в 1945 році, після того, як закінчилася Друга світова війна. Смуги червоного і білого були прапором Австрії ще 800 років тому. Їх перше використання відбулося в 1191 році. За давніми легендами червоно-білий прапор був розроблений, щоб нагадувати закривавлене біле пальто, яке носив герцог Австрії в ході запеклого бою. |
|        | 1918—1922 1991 —      | Прапор Азербайджану         | Спочатку прийнятий в 1918 році, як прапор Азербайджанської Демократичної Республіки, був офіційно прийнятий знову в 1991 році, після здобуття Азербайджаном незалежності. Прапор Азербайджану складається з трьох рівних горизонтальних смуг синього, червоного і зеленого кольорів, з білими півмісяцем і восьмикінечною зіркою, розташованих в центрі червоної смуги. Блакитна смуга означає тюркську спадщину, червона — прогрес і культуру, а зелена — іслам. |
|        | 1992 —                | Прапор Албанії              | Прапор Албанії, прийнятий у квітні 1992 року, являє собою червоний прапор з чорним двоголовим орлом в центрі. Він є похідним від печатки Скандербега, національного героя албанців, який підняв повстання проти Османської імперії у XV столітті, в результаті якого Албанія була незалежна з 1443 до 1478 року. |
|        | 1866 —                | Прапор Андорри              | Прапор Андорри, прийнятий в 1866 році, є триколором з вертикальних смуг синього, жовтого і червоного кольору з гербом Андорри, розташованим в центрі жовтої смуги. Він заснований на прапорах Франції та Іспанії. |
|        | 1831 —                | Прапор Бельгії              | Прапор був офіційно прийнятий 23 січня 1831. Чорний, золотий і червоний символізують герб країни; чорний представляє щит; золотий — лева, червоний — кігті лева і язик. Вертикальна смуги зроблені за прикладом французького триколора. |
|        | 1995 —                | Прапор Білорусі             | Прапор Білорусі був офіційно прийнятий 16 травня 1995 року. За основу сучасного прапора Білорусі взято прапор Білоруської РСР, з якого було прибрано зірку та серп з молотом, а також інвертовано національний орнамент (був білий на червоному фоні, став червоний на білому фоні). Червоний колір на сучасному прапорі Білорусі символізує штандарти переможної Грюнвальдської битви білоруських полків із хрестоносцями, колір прапорів Червоної Армії і білоруських партизанських бригад; зелений колір — надію, весну і відродження, ліси і поля; білоруський орнамент — стародавню культуру народу, духовне багатство, єдність. |
|        | 1878—1946 1991 —      | Прапор Болгарії             | Являє собою прямокутне полотнище, яке складається з трьох рівних горизонтальних смуг: верхньої — білого, середньої — зеленою і нижньої — червоного кольорів. Вперше піднято в 1879 році, був повторно затверджений в 1990. До 1991 року в лівому верхньому кутку містився герб Болгарії. |
|        | 1998 —                | Прапор Боснії і Герцеговини | Прапор являє собою синє полотнище із золотим трикутником в центрі, паралельно лівій стороні трикутника розташовані 9 зірок. Затверджено в 1998 році, спочатку колір полотнища був блакитним (на честь кольору прапора ООН), а трикутника — жовтим. |
|        | 1929 —                | Прапор Ватикану             | Прапор Ватикану, прийнятий у червні 1929 року, складається з двох вертикальних смуг жовтого і білого кольору з схрещеними ключами святого Петра і папською тіарою в центрі білої смуги. Це один з двох квадратних прапорів країн світу (другий — прапор Швейцарії). |
|        | 1801 —                | Прапор Великої Британії     | Сучасний прапор Сполученого Королівства з'явився у відповідності з Актом Союзу 1800 року, яким об'єднані Королівство Великої Британії і Королівство Ірландії у формі Сполученого Королівства Великої Британії та Ірландії. «Юніон Джек» поєднує в собі червоний хрест святого Георгія (покровителя Англії) і червоний хрест Святого Патрика (покровителя Ірландії), які накладаються на чотири частини хреста Святого Андрія (покровителя Шотландії). Прапор Уельсу, на відміну від прапорів інших частин Сполученого Королівства, не представлений на прапорі.                                                                       |
|        | 1918—1922 1991 —      | Прапор Вірменії             | Прапор являє собою полотнище з трьох рівних горизонтальних смуг: верхньої — червоного, середньої — синього і нижньої — помаранчевого кольору. Вперше було піднято в 1918 році як прапор Республіки Вірменії. |
|        | 1978 —                | Прапор Греції               | Прапор Греції був офіційно прийнятий в 1978 році. Складається з білого хреста в кантоні і комбінації з дев'яти синіх і білих горизонтальних смуг. Відтінок синього змінювався протягом багатьох років, а на сьогодні широко використовується більш темний синій. Хрест є символом видіння Костянтина, тобто білим хрестом в блакитному небі. Білі і сині смуги, які чергуються, символізують незалежність грецького народу. Протягом століть османського панування грекам (тобто «римській нації») був представлений прапор з червоних і синіх смуг. Червоний, який представляв Османську імперію, був замінений на білий.            |
|        | 2004 —                | Прапор Грузії               | Цей прапор складається з п'яти червоних хрестів — одного Георгіївського, розташованого в центрі, і чотирьох Болніссько-Кацхских хрестів у чотирьох квадрантах. Був прийнятий у 2004 році парламентом Грузії, ставши заміною прапору Демократичної Республіки Грузія, що існувала наприкінці 20-х років XX століття. |
|        | 1219 —                | Прапор Данії                | Найстаріший державний прапор у світі, який досі використовується. Легенда розповідає, що він з'явився, як знак з небес, отриманий королем Вальдемаром II в 1219 році. Також відомий як Даннеброг («Данська тканина»). Цей криваво-червоний прапор з хрестом, розташованим поза центром (Скандинавський хрест), став моделлю для інших державних прапорів регіону. |
|        | 1918—1940 1990 —      | Прапор Естонії              | Був офіційно повторно прийнятий 8 травня 1990 року. Являє собою прямокутне полотнище, яке складається з трьох рівних горизонтальних смуг: верхньої — синього, середньої — чорного і нижньої — білого кольорів. |
|        | 1919 —                | Прапор Ірландії             | Прапор Ірландії було офіційно прийнято 21 січня 1919 року. Прапор Ірландії використовує кольори, що символізують релігії. Зелений представляє католиків, помаранчевий — протестантів, а білий символізує об'єднання людей двох релігій. За різними версіями походить від прапора Ньюфаундленду або прапора Франції. |
|        | 1915 —                | Прапор Ісландії             | Прапор був прийнятий в червні 1915 року як прапор Ісландії в складі Данії. В червні 1944 року став прапором незалежної Республіки Ісландія. Як і інші скандинавські прапори, він заснований на Скандинавському хресті. Кольори прапору взяті з прапору Норвегії. Синій символізує море, білий — сніги і льодовики, червоний— вулканічну лаву. |
|        | 1981 —                | Прапор Іспанії              | Прапор Іспанії був вперше офіційно прийнятий 19 липня 1927 року, хоча використання подібних прапорів відноситься до кінця 18 століття. Сучасний варіант прапора був прийнятий в 1981 році. Червоний і золотисто-жовтий кольори були вперше використані наприкінці 18 століття королем Іспанії, який намагався дати відмітний знак своїм кораблям. Вони також є кольорами трьох королівств, які утворили Іспанію — Кастилії, Арагона і Наварри. |
|        | 1948 —                | Прапор Італії               | Похідний від оригінального дизайну Наполеона, прапор Італії складається з трьох вертикальних смуг однакової ширини і відображає національні кольори Італії: зелений, білий і червоний. Зелений колір на прапорі символізує надію, білий — віру, а червоний — любов. |
|        | 1992 —                | Прапор Казахстану           | Прийнятий 4 червня 1992 року. Являє собою прямокутне полотнище блакитного кольору із зображенням в його центрі сонця з 32 променями, під яким — ширяючий орел. Біля древка — вертикальна смуга з національним орнаментом. Зображення сонця з променями, орла і вертикальної смуги з національним орнаментом — золотого кольору. |
|        | 1960 —                | Прапор Кіпру                | Прапор був офіційно прийнятий 16 серпня 1960. Острів зображений на прапорі в мідному кольорі, так як назва Кіпру має коріння в шумерському слові мідь («zubar») через великі родовища міді, знайдені на острові. Пересічені зелені оливкові гілки символізують надію на мир між турками і греками. Прапор був розроблений художником Ісметом Гюней, турком-кіпріотом за національністю. |
|        | 1918—1940 1990 —      | Прапор Латвії               | Прапор Латвії був офіційно прийнятий 27 лютого 1990 року. Згідно з легендою, основою прапора стало біле полотнище, в якому винесли з поля бою смертельно пораненого вождя латиського племені. Воїни підняли просочене кров'ю з двох кінців полотнище як прапор, і воно привело їх до перемоги. |
|        | 2004 —                | Прапор Литви                | Прапор Литви було прийнято 18 листопада 1990 року, як прапор Литовської РСР, але він був в інших пропорціях. Після оголошення незалежності прапор став використовуватися як прапор Литовської Республіки. Нинішній варіант прапора був прийнятий 1 вересня 2004 року. Жовтий колір символізує поля пшениці, зелений — ліси, а червоний — патріотизм. Разом кольори позначають надію на майбутнє, свободу від гноблення і мужність литовського народу. |
|        | 1937 —                | Прапор Ліхтенштейну         | Прапор Ліхтенштейну складається з двох горизонтальних смуг синього і червоного кольору з золотою короною біля держака. Синій колір символізує синяву неба над країною, червоний — яскраві заходи сонця в горах Ліхтенштейну, корона — символ княжої влади, єдність династії і народу. |
|        | 1845 —                | Прапор Люксембургу          | Прапор Люксембургу був офіційно прийнятий в 1972 році, хоча використовується з 1848 року, після здобуття незалежності Люксембургу від Нідерландів. |
|        | 1964 —                | Прапор Мальти               | Прапор Мальти був офіційно прийнятий 21 вересня 1964 року. Полотнище складається з двох частин: білої — біля держака і червоної — у вільній частині. На білому полі у верхньому кутку полотнища біля держака зображений облямований червоним знак англійського Хреста Георга, яким острів був нагороджений у 1943 році за хоробрість жителів, проявлену під час Другої світової війни. |
|        | 1990 —                | Прапор Молдови              | Прапор Молдови був офіційно прийнятий 12 травня 1990 року. В основну державного прапора Молдови покладено державний прапор Румунії, так як дві країни використовують практично ідентичні відтінки червоного, жовтого і синього кольорів у своїх національних прапорах. У центрі, на смузі жовтого кольору, поміщений Державний герб Республіки Молдова. |
|        | 1881 —                | Прапор Монако               | Прапор Монако має дві горизонтальні смуги червоного і білого кольорів. Кольори прапору пов'язані з барвами княжого роду Грімальді, представники якого правлять князівством з епохи середньовіччя. |
|        | 1937 —                | Прапор Нідерландів          | Прапор Нідерландів було офіційно ухвалено 19 лютого 1937 року. Свого часу цей прапор був помаранчевий, білий і синій, як кольори лівреї Вільгельма Оранського, голландського принца. У 17 столітті помаранчевий замінили на червоний. |
|        | 1919—1933 1949 —      | Прапор Німеччини            | Використовувався в часи Веймарської республіки, був знову прийнятий у 1949 році в обох частинах Німеччини, але в НДР використовувався до 1959, коли був замінений тим же прапором, але з гербом НДР. Триколор був створений в 1832 році. Чорний, червоний і золотий кольори прапора були взяті з уніформи німецьких солдатів, які брали участь у Наполеонівських війнах («з темряви (чорний) рабства через криваву (червоний) битву до золотого (золотий) світла свободи»). |
|        | 1821—1844 1898 —      | Прапор Норвегії             | Прапор Норвегії червоний з синім скандинавським хрестом, обрамленим білим; вертикальна частина хреста переміщена до сторони держака в стилі Даннеброг, прапора Данії. Він був прийнятий в 1821 році, проте не використовувався з 1844 по 1898 роки. |
|        | 1995 —                | Прапор Північної Македонії  | Червоне полотнище із зображенням сонця жовтого кольору з вісьмома променями, що розходяться у різні сторони. Прапор символізує «нове сонце свободи» (макед. ново сонце на слободата), оспіване в національному гімні Північної Македонії. |
|        | 1919 —                | Прапор Польщі               | Прапор Польщі був офіційно прийнятий 1 серпня 1919 року. Це прямокутне полотнище зі співвідношенням сторін 5:8, розділене на дві рівні горизонтальні половини: верхня — білого, а нижня — червоного кольору. Національний прапор був формально затверджений польським Сеймом 7 лютого 1831 року. Червоний-білі прапори і стрічки використовувалися як символи національних повстань в XIX столітті. |
|        | 1911 —                | Прапор Португалії           | Прапор Португалії був офіційно прийнятий 30 червня 1911 року. Сучасним державним прапором Португалії є прямокутне полотнище із співвідношенням сторін 2:3, розділене вертикально (зліва направо) на зелену (2/5 довжин) і червону (3/5 довжин) частини. У центрі на лінії пересічення смуг зображений державний герб Португалії. |
|        | 1883—1919 1993 —      | Прапор Росії                | Прапор Росії було офіційно, прийнято 22 серпня 1991 року. Прапор був піднятий незабаром після розпаду Радянського Союзу. Білий, червоний і синій — панслов'я́нські кольори. |
|        | 1848 1867—1948 1989 — | Прапор Румунії              | Прапор Румунії був офіційно повторно прийнятий в 1989 році. Вперше він був прийнятий в 1848 році під час революції у Валахії, проте кольори прапора мають древніше походження. |
|        | 1862 —                | Прапор Сан-Марино           | Прапор Сан-Марино складається з двох горизонтальних смуг — білої зверху та ясно-блакитної знизу. В центрі прапора — герб, який має вигляд щита (із зображенням трьох замків посередині). Його оточує вінок, зверху над ним корона, а під ним — сувій із написом «LIBERTAS» (Свобода). |
|        | 2004 —                | Прапор Сербії               | Прапор Сербії складається з трьох горизонтальних смуг червоного, синього та білого кольорів, та з герба, який розташований ліворуч від центру. Прапор з трьома горизонтальними смугами червоного, синього та білого кольорів використовувався як національний прапор Сербії і сербів з 1835. Червоний, синій, і білий вважаються панслов'янськими кольорами. |
|        | 1992 —                | Прапор Словаччини           | Прапор Словаччини було офіційно прийнято 1 вересня 1992 року. Червоний, білий і синій — традиційні панслов'янські кольори. На передній половині полотнища, на однаковій відстані від верхнього, переднього та нижнього країв прапора зображений Державний герб Словацької Республіки, висота якого дорівнює половині ширини полотнища прапора. |
|        | 1911 —                | Прапор Словенії             | Прапор Словенії був офіційно прийнятий 24 червня 1991 року. Національним прапором Словенії є прямокутне полотнище з трьох рівних смуг: верхньої — білої, середньої — синьої і нижньої — червоного кольору з гербом Словенії, поміщеним у верхню частину прапора ближче до держака. На гербі змальований силует найвищої гори Словенії — Тріглава, а також символічно змальовано Адріатичне море і річки Словенії. |
|        | 1844 —                | Прапор Туреччини            | Прапором Туреччини є червоний прапор з білим півмісяцем і зіркою в центрі. Прапор був прийнятий в 1844 році. |
|        | 1957 —                | Прапор Угорщини             | Прийнятий в 1957 році. Походить від гербових (ліврейних) кольорів герба Угорщини. Червоний колір символізує кров угорських патріотів, пролиту в боротьбі за незалежність Угорщини. Білий колір-символ моральної чистоти і благородства ідеалів угорського народу. Зелений колір — символ надії на краще майбутнє країни. |
|        | 1918—1920 1991 —      | Прапор України              | Прапор України являє собою прямокутне полотнище з двох рівновеликих горизонтальних смуг: верхньої — синього і нижньої — жовтого кольору. Відношення ширини прапора до його довжини 2:3. Прапор був прийнятий 4 вересня 1991, незабаром після розпаду Радянського Союзу. Це оригінальний прапор Української Народної Республіки, який був заборонений протягом багатьох десятиліть радянської окупації. Синій колір символізує небо, а жовтий — золоті пшеничні поля. |
|        | 1918 —                | Прапор Фінляндії            | Прапор був офіційно прийнятий 29 травня 1918. Являє собою блакитний скандинавський хрест на білому фоні. Синій колір символізує блакитне небо, і тисячі озер у Фінляндії. Білий — зимові сніги. |
|        | 1794—1814 1830 —      | Прапор Франції              | Прийнятий 15 лютого 1794 року. Триколор складається з трьох вертикальних смуг рівної ширини: синьої, білої і червоної. Синя смуга розташована найближча до держака, біла в середині, а червона — з краю. Кольори символізують рівність і братерство — ідеали Французької революції. Синій і червоний є також кольори прапору Парижа, в той час як білий є кольором королівської династії Бурбонів. |
|        | 1990 —                | Прапор Хорватії             | Прапор Хорватії, прийнятий в грудні 1990 року, складається з трьох рівновеликих горизонтальних смуг червоного, білого і синього кольорів з гербом Хорватії посередині. |
|        | 2004 —                | Прапор Чорногорії           | Прапором Чорногорії, прийнятим в липні 2004 року, є червоний прапор з гербом Чорногорії у центрі. Також прапор обрамлений жовтою рамкою. |
|        | 1920—1939 1945—       | Прапор Чехії                | Перший прапор Чехословаччини був з двома рівнозначними смугами білого та червоного кольорів, і ці кольори є геральдичними кольорами Богемії. Синій трикутник символізує Моравію і був доданий до прапора щоб відрізнити його від прапора Польщі. |
|        | 1906 —                | Прапор Швеції               | Прапор Швеції був офіційно прийнятий 22 червня 1906. Являє собою жовтий скандинавський хрест на синьому тлі. Кольори взяті з державного герба. |
|        | 1889 —                | Прапор Швейцарії            | Прапор Швейцарії є червоним квадратним полотнищем з білим хрестом посередині, кінці якого не досягають меж прапора. Промені хреста рівновеликі й при цьому довжина променя хреста на 1/6 більша, ніж ширина. На відміну від більшості інших державних прапорів, прапор Швейцарії має форму квадрата. Походить від герба кантону Швіц. |

## Прапор державоподібного утворення з частковим дипломатичним визнанням
| Прапор | Затверджений | Використання                | Опис |
| ------ | ------------ | --------------------------- | --- |
|        | 1130 –       | Прапор Мальтійського ордену | Червоний прямокутний прапор з білим латинським хрестом. Він називається прапором Св. Іоанна і використовувався з найдавніших часів. |

## Прапори невизнаних та частково визнаних держав
| Прапор | Затверджений | Використання                                   | Опис |
| ------ | ------------ | ---------------------------------------------- | --- |
|        | 1992 –       | Прапор Абхазії                                 | По довжині прапора розташовано сім рівних по ширині смуг зеленого і білого кольору, що чергуються, з них чотири зелених і три білих. Перша смуга зверху зеленого кольору. У верхньому лівому кутку, біля держака прапора розташований прямокутник пурпурного кольору розміром 0,38 довжини прапора і шириною в три смуги. У центрі пурпурного прямокутника вертикально розташована відкрита долоня правої руки білого кольору. Над долонею півколом розташовано сім п'ятипроменевих зірок білого кольору. |
|        | 2008 –       | Прапор Косова                                  | Прапор являє собою прямокутне полотнище синього кольору, в центрі якого зображено контур Косова та 6 зірок. |
|        | 1990 –       | Прапор Південної Осетії                        | Прапор має три однакові за розміром горизонтальні смуги: біла зверху, червона посередині та жовта знизу. Червоний колір символізує відвагу, жовтий — успіх та розквіт, а білий — моральну чистоту. |
|        | 2000 –       | Прапор Придністровської Молдавської Республіки | Прапор Придністров'я складається з трьох смуг (червона-зелена-червона) і радянського серпа з молотом. Цей прапор також використовувався Молдовською РСР. |
|        | 1984 –       | Прапор Турецької Республіки Північного Кіпру   | Прапор Північного Кіпру, частини Кіпру, захопленої в 1974 році Туреччиною, був створений на базі турецького. Червоний і білий колір змінено місцями і додано дві горизонтальні смуги червоного кольору. |
|        | 1967 –       | Прапор Сіландії                                | Прапор спірної мікродержави Сіландія. |

## Прапори регіонів, автономних і залежних територій
До списку входять прапори автономних, напівавтономних і залежних територій, а також регіонів держав з федеративною та конфедеративною формами правління.

## Землі Австрії
| Прапор | Затверджений         | Використання   | Опис |
| ------ | -------------------- | -------------- | --- |
|        | 1921 –               | Бургенланд     | Прапор Бургенланду затверджений 25 червня 1921 року і складається з двох рівнозначних смуг червоного та золотистого кольорів.              |
|        | 1949 –               | Верхня Австрія | Прапор Верхньої Австрії затверджено 25 Квітня 1949 року. Складається з двох рівнозначних горизонтальних смуг білого та червоного кольорів. |
|        | 1946 –               | Відень         | Червоно-білий прапор Відню використовувався з 1844 року, проте офіційно був затверджений лише у 1946 році.                                 |
|        | 1921 –               | Зальцбург      | Прапор був офіційно затверджений 16 лютого 1921 року.                                                                                      |
|        | 1946 –               | Каринтія       | Прапор Каринтії затверджено у 1946 році і поєднує в собі кольори Австрії з жовтим кольором герба землі.                                    |
|        | 1954 –               | Нижня Австрія  | Прапор Нижньої Австрії затверджено 9 Серпня 1954 року. Складається з двох рівнозначних горизонтальних смуг синього та жовтого кольорів.    |
|        | 1949 –               | Тироль         | Прапор Тиролю офіційно затверджено 10 березня 1949 року.                                                                                   |
|        | Перша пол. XIX ст. – | Форарльберг    | Прапор Форарльбергу збігається з прапорами Відня і Зальцбургу. Пропорції прапору: 2:3                                                      |
|        | 1960 –               | Штирія         | Біло-зелений прапор Штирії було затверджено в 1960 році.                                                                                   |

## Бельгія

### Регіони і мовні спільноти Бельгії
| Прапор | Затверджений | Використання                          | Опис |
| ------ | ------------ | ------------------------------------- | --- |
|        | 1991 –       | Брюссельський столичний регіон        | Прапор Брюссельського столичного регіону складається з жовтого ірису з білим контуром на синьому тлі. Він був прийнятий в 1991 році. Пропорції прапору: 2:3.                                                                                                   |
|        | 1998 –       | Валлонія і Французька громада Бельгії | Прапор являє собою зображення червоного півня з піднятою правою ногою і закритим дзьобом на жовтому фоні. Півень дивиться в древковий край. Кольори ідентичні з прапором міста Льєжа. 15 липня 1998 року регіон затвердив прапор як офіційний символ Валлонії. |
|        | 1985 –       | Фландрія і Фламандська громада        | Прапор був офіційно прийнятий радою з голландської культурної спільності в 1973 році, а пізніше, в 1985 році, її наступником, фламандським парламентом. |
|        | 1990 –       | Німецькомовна громада Бельгії         | Прапор являє собою зображення червоного лева на білому фоні. Лева оточують дев'ять синіх квіток, які символізують німецькомовні муніципалітети. |

### Провінції Бельгії
| Прапор | Затверджений | Використання         | Опис |
| ------ | ------------ | -------------------- | --- |
|        | 1996 –       | Антверпен            | Прапор був офіційно прийнятий в 1996 році. Пропорції прапору: 2:3. |
|        | 1996 –       | Валлонський Брабант  | Золотий лев взятий з герба герцогства Брабант. Червоний півень є символом Валлонії. |
|        | –            | Ено                  | Провінція Ено досі не має офіційно затвердженого прапора. На неофіційному прапорі провінції розміщені два червоні голландські леви і два чорні фландрійські леви на жовтому тлі. Пропорції прапору — 1:1 або 2:3. |
|        | 1997 –       | Західна Фландрія     | Прапор Західної Фландрії був затверджений 27 травня 1997 фламандським міністром культури, сім'ї та соціального забезпечення. Прапор має прямокутну (2:3) форму та складається з шести жовтих і шести синіх променів і з червоною накладкою в середині. |
|        | 1996 –       | Лімбург              | Прапор Лімбургу — біле полотнище з червоним левом з золотим язиком і кігтями у центрі. Лев несе корону і щит, зроблений з десяти жовтих і червоних горизонтальних смуг. Прапор був прийнятий провінційною радою 8 травня 1996 і підтверджений виконавчою владою Фландрії 29 жовтня 1996. |
|        | –            | Льєж                 | Провінція не має офіційно затвердженого прапора. Неофіційний прапор Льєжу складається з п'яти частин, які символізують п'ять міст провінції: золотий монумент з літерами L та G на червоному тлі символізує місто Льєж, три горизонтальні смуги (дві червоних та одна срібна) — місто Буйон, три зелені леви на срібному тлі — замок Франхімонт, десять золотих та червоних смуг, які чергуються — місто Борглон, а три червоно-золоті роги на золотому наконечнику — місто Фем. |
|        | 1955 –       | Люксембург           | Прапор провінції Люксембург було прийнято провінційною радою 3 березня 1955 і підтверджено губернатором провінції 23 березня 1955. Перший варіант прапору був без гербу та з світлішим відтінком синього. Сучасного вигляду прапор набув у 1993 році. Пропорції прапору — 6:10. |
|        | 1953 –       | Намюр                | Прапор являє собою полотнище з двома вертикальними рівнозначними смугами чорного і червоного кольорів. Кольори прапору взяті з кольорів середньовічного графства Намюр. Пропорції прапору — 2:3. |
|        | 1998 –       | Східна Фландрія      | На зеленому тлі розміщений фландрійський чорний лев. Тло перетинають чотири горизонтальні білі смуги. Зелений колір символізує турботу про довкілля, а білі смуги — річки, що перетинають провінцію (найтовстіша — Шельда). Пропорції прапору — 2:3. |
|        | 1995 –       | Фламандський Брабант | Прапор провінції Фламандський Брабант був прийнятий провінційною радою 17 січня 1995 року. Пропорції прапору — 2:3. |

## Адміністративне утворення Боснії і Герцеговини
| Прапор | Затверджений | Використання        | Опис |
| ------ | ------------ | ------------------- | --- |
|        | 1992 –       | Республіка Сербська | Прапор Республіки Сербської засновується на червоно-синьо-білому сербському триколорі. Пропорції прапору: 1:2. |

## Велика Британія

### Країни Об'єднаного Королівства Великої Британії та Північної Ірландії
| Прапор | Затверджений | Використання              | Опис |
| ------ | ------------ | ------------------------- | --- |
|        | XVI ст. –    | Прапор Англії             | Прапор Англії — білий з прямим хрестом Святого Юрія, який вважається небесним покровителем англійців. Пропорції прапору: 3:5. |
|        | 1973 –       | Прапор Північної Ірландії | Прапор Північної Ірландії на сьогодні офіційно представлений прапором Великої Британії. У 1924 році уряд Великої Британії дарував уряду Північної Ірландії прапор, т. зв. прапор Ольстера, який офіційно використовувався в 1953—1972 рр. Прапор складався з червоного хреста Св. Георгія (прапор Англії) з накладеною на нього шестикінечною (по числу графств) зіркою, із зображеннями корони і «червоної руки» (історичний символ Ольстеру). У 1973 році парламент Північної Ірландії був розпущений і прапор втратив офіційний статус; згідно британських законів єдиним офіційним північноірландським прапором є прапор Великої Британії. Пропорції прапору: 1:2. |
|        | 1959 –       | Прапор Уельсу             | Прапор являє собою зображення червоного дракона (валл. Y Ddraig Goch) на білому і зеленому фоні. Законодавчо затверджено у 1959 році, хоча червоний дракон був символом Уельсу з давніх (за поширеним уявленням, римських) часів. Пропорції прапору — 3:5 або 2:3. |
|        | XVI ст. –    | Прапор Шотландії          | Прапор являє собою синє полотнище з білим (у геральдиці срібним) косим (Андріївським) хрестом. Шотландський прапор є одним з найдревніших національних прапорів у світі, його поява, згідно з легендами, відноситься до 832 року, коли король шотландців Ангус перед битвою з англосаксами побачив у небі знамення у вигляді X-подібного хреста, на якому, було розп'ято Андрія Первозваного. Пропорції прапору — 3:5. |

### Коронні землі Великої Британії
| Прапор | Затверджений | Використання       | Опис |
| ------ | ------------ | ------------------ | --- |
|        | 1985 –       | Прапор Гернсі      | Прапор був прийнятий у 1985 році. Він є прапором Англії, де усередині червоного хреста знаходиться жовтий хрест Вільгельма Завойовника. Пропорції прапору: 2:3. |
|        | 1981 –       | Прапор Джерсі      | Прапор Джерсі являє собою прапор Святого Патрика (червоний Андріївський хрест на білому фоні) з гербом Джерсі із співвідношенням сторін 3:5. |
|        | 1931 –       | Прапор Острова Мен | Прапор складається з червоного полотнища із співвідношенням сторін 1:2, в центрі якого розташований трискеліон — сполучені разом три ноги, які біжать. Офіційно затверджений як прапор у 1931 році, а за основу взятий герб Острова Мен, який є одним із найстаріших у світі. До 1931 року офіційним прапором острова був прапор Великої Британії. |

### Заморські території Великої Британії
| Прапор | Затверджений | Використання       | Опис |
| ------ | ------------ | ------------------ | --- |
|        | 1960 –       | Акротирі і Декелія | Акротирі і Декелія — дві території на острові Кіпр, що знаходяться під суверенітетом Великої Британії. Офіційний прапор територій — Прапор Великої Британії. |
|        | 1982 –       | Прапор Гібралтару  | Прапор складається з двох горизонтальних смуг білого (подвійної ширини) і червоного кольорів. Білий колір символізує мир і чесність, червоний — силу, відвагу та мужність. Посередині білої смуги розташована фортеця з трьома вежами, що характеризує стратегічне розташування Гібралтару. З воріт замку звисає золотий ключ, який вказує на важливість колонії при вході у Середземне море. Співвідношення сторін 1:2. |

## Особлива територіальна одиниця Греції
| Прапор | Затверджений | Використання | Опис |
| ------ | ------------ | ------------ | --- |
|        | 1900-ті –    | Афон         | Прапор Афону, прийнятий в 1900-х і являє собою двоголового орла Візантійської імперії, який розміщений на жовтому фоні. |

## Автономний регіон Данії
| Прапор | Затверджений | Використання               | Опис |
| ------ | ------------ | -------------------------- | --- |
|        | 1940 1948 –  | Прапор Фарерських островів | На прапорі зображений скандинавський хрест, що являє собою прямокутне полотнище зі співвідношенням сторін 8:11 з червоним хрестом та з синьою облямівкою на білому фоні. Червоний хрест на білому фоні є видозміненим прапором Данії (білий хрест на червоному тлі), чиїм автономним регіоном є острови. Синя облямівка можливо була додана в знак того, що раніше острови входили до складу Норвегії. |

## Провінції Ірландії
| Прапор | Затверджений | Використання | Опис |
| ------ | ------------ | ------------ | --- |
|        | 1651 –       | Коннахт      | Прапор Коннахту — геральдичний герб Коннахту, з розділеними навпіл зверху донизу орлом і руки зі зброєю.                                                                                                 |
|        | –            | Ленстер      | Прапор являє собою золоту арфу з срібними струнами на зеленому фоні; використовувався як символ ірландського націоналізму в XVIII столітті та до 1922 року — як прапор Ірландії. Пропорції прапору: 2:3. |
|        | –            | Манстер      | Прапор Манстера — три золоті давньоірландські корони, розташовані на синьому полі. |
|        | –            | Ольстер      | Прапор складений з геральдичних символів найвідоміших династій Ольстера — червоний георгіївський хрест на жовтому фоні, а в центрі — білий щит з червоною правою рукою в середині.                       |

## Автономні спільноти Іспанії
| Прапор | Затверджений     | Використання        | Опис |
| ------ | ---------------- | ------------------- | --- |
|        | 1981 –           | Андалусія           | Прапор Андалусії складається з трьох горизонтальних ліній (зеленої, білої і зеленої) однакової ширини. У центрі прапора зображений офіційний герб Андалусії, висота якого дорівнює двом п'ятим ширини прапора. |
|        | 1984 –           | Арагон              | Прапор складається з чотирьох червоних горизонтальних смуг на золотавому тлі та герба Арагону трохи зліва від центру. Пропорції прапору: 2:3. |
|        | 1990 –           | Астурія             | Прапор світло-блакитного кольору з хрестом Перемоги трохи зліва від центру. Пропорції прапору: 2:3. |
|        | 1983 –           | Балеарські острови  | Прапор складається з чотирьох червоних смуг на золотавому тлі. У верхній лівій чверті розміщений білий замок з п'ятьма вежами на фіолетовому тлі. Вважається похідним від прапору Майорки. Пропорції прапору: 2:3. |
|        | 1982 –           | Валенсія            | Прапор Валенсії, відомий як «Вінценосна Саньєра», складається з чотирьох червоних смуг на золотавому тлі, увінчаний синью смугою біля древка з 1/4 від загальної довжини. Візерунки символізують провінції Кастельон, Валенсія та Аліканте. Пропорції прапору: 2:3. |
|        | 1984 –           | Галісія             | Являє собою біле полотнище із співвідношенням сторін 2:3 з блакитною смугою, що йде з лівого верхнього в правий нижній кут прапора. У центрі державного прапора поміщений герб Галісії. |
|        | 1983 –           | Естремадура         | Прапор Естремадури складається з трьох рівних горизонтальних смуг: зеленої, білої і чорної. На білій смузі розташовується герб Естремадури. Пропорції прапору: 2:3. |
|        | 1984 –           | Кантабрія           | Прапор складається з двох горизонтальних смуг рівної ширини, білої зверху і червоної знизу, та герба Кантабрії в центрі. Пропорції прапору: 2:3. |
|        | 1983 –           | Кастилія і Леон     | Прапор поділений на чотири рівні частини, на двох з яких зображено золотий замок на червоному тлі (що символізує Кастилію), а на інших двох — лева (що символізує Леон). Пропорції прапору: 10:13. |
|        | 1986 –           | Кастилія — Ла-Манча | Прапор складається з прямокутника, розділеного по вертикалі на два рівні квадрати: перший з золотим замком на червоному тлі; другий — білий. Пропорції прапору: 1:2. |
|        | 1979 –           | Каталонія           | Прапор складається з чотирьох червоних смуг на золотавому тлі. Пропорції прапору: 2:3. |
|        | 1936-1937 1979 – | Країна Басків       | Прапор являє собою поєднання зеленого Андріївського хреста і білого Георгіївського хреста на червоному полі. Червоний прапор — це історичний символ провінції Біскайї. Пропорції прапору: 14:25. |
|        | 1982 –           | Ла-Ріоха            | Прапор складається з чотирьох горизонтальних смуг однакового розміру червоного, білого, зеленого і жовтого кольорів. Крім того, в центрі прапора розміщується герб Ріохи. Пропорції прапору: 2:3. |
|        | 1983 –           | Мадрид              | Прапор Мадриду складається з сімох срібних п'ятипроменевих зірок, розміщених в центрі темно-червоного прямокутника. Темно-червоний колір символізує Кастилію, оскільки Мадрид історично був кастильским. Зірки символізують сім адміністративних районів провінції Мадрид. Разом зірки представляють сузір'я Малої Ведмедиці. Пропорції прапору: 7:11. |
|        | 1982 –           | Мурсія              | Прапор регіону Мурсія — прямокутне полотнище малинового кольору. У верхньому лівому кутку чотири замки з зубцями, розподілених по парах. У нижньому правому кутку — сім королівських корон в чотири ряди: одна, три, дві і одна відповідно. Чотири замки символізують історичні території, які оточували Мурсію: землі Кастильської та Арагонської корон, Гранадський емірат і Середземне море. Сім корон означають привілеї, дані іспанською короною Королівству Мурсія. Пропорції прапору: 2:3. |
|        | 1982 –           | Наварра             | Являє собою герб Наварри на червоному тлі. Пропорції прапору: 2:3. |

## Регіони Італії
| Прапор | Затверджений | Використання          | Опис |
| ------ | ------------ | --------------------- | --- |
|        | 1999 –       | Абруццо               | Прапор являє собою бордовий прямокутник, обшитих золотою бахромою. В центрі прапора розміщено герб Абруццо. |
|        | 2001 –       | Апулія                | Прапор складається з двох вертикальних ліній, зеленої (ліворуч) і червоної (праворуч), які розміщені на білому тлі. У центрі прапора розміщено герб Апулії. |
|        | 1973 –       | Базиліката            | Прапор темно-синього кольору з гербом Базилікати у центрі. |
|        | 1947 –       | Валле-д'Аоста         | Прапор складається з двох рівних вертикальних смуг (зліва чорна, справа червона), іноді з гербом Валле-д'Аоста в центрі. |
|        | 1999 –       | Венето                | Прапор області Венето походить від прапора Венеційської республіки. Основна прапора — у вигляді прямокутника, у якому розміщено лева Святого Марка з відкритим Євангелієм (з латинським девізом «Pax tibi Marce evangelista meus»). Справа розміщено сім рівнозначних смуг (сім провінцій регіону) з гербами столиць провінцій.              |
|        | 1989 –       | Емілія-Романья        | Прапор являє собою білий прямокутник, в центрі якого розміщений білий квадрат із зеленою рамкою, який містить стилізоване зображення території Емілія-Романья. Під квадратом розміщена червона лінія та назва регіону італійською мовою. |
|        | 1992 –       | Калабрія              | Прапор являє собою темно-синє полотнище, у центрі якого розташовується герб Калабрії та назва регіону італійською мовою. |
|        | 1971 –       | Кампанія              | Прапор являє собою світло-синє полотнище, у центрі якого розташовується герб Кампанії. |
|        | 1992 –       | Лаціо                 | Прапор Лаціо складається з світло-блакитного прямокутника, у центрі якого розміщено герб Лаціо під золотою короною. Герб знаходиться між лаврових гілок. Під гербом знаходиться назва регіону італійською мовою. |
|        | 1997 –       | Лігурія               | Прапор складається з трьох вертикальних смуг зеленого, червоного і синього кольорів та герба регіону у центрі. |
|        | 1992 –       | Ломбардія             | Прапор складається з стилістичного зображення Камунської троянди на зеленому тлі. Зображення троянди біле, як символ світла. Зелений колір прапору символізує Паданську рівнину. |
|        | 1995 –       | Марке                 | Прапор являє собою біле полотнище, у центрі якого розташовується герб регіону та його назва італійською мовою. |
|        | 1995 –       | Молізе                | Прапор являє собою синє полотнище, у центрі якого розташовується герб Молізе та назва регіону італійською мовою. |
|        | 1995 –       | П'ємонт               | Прапор схожий на герб П'ємонту і відрізняється тільки своєю прямокутною формою та наявністю золотої бахроми і блакитною облямівкою. Білий хрест на червоному полі та синій колір — символи Савойської династії. |
|        | 1999 –       | Сардинія              | Прапор складається з червоного Георгіївського хреста на білому фоні, який ділить прапор на чотири квадрати. У кожному квадраті розміщено чорну голову із забинтованим лобом. Голови символізують перемогу Сардинії над маврами, які намагалися вторгнутися на острів.                                                                        |
|        | 2000 –       | Сицилія               | Прапор має прямокутну форму і характеризується наявністю тріскеліону з головою Медузи та трьох колосків пшениці в центрі. Колоски символізують родючість острова. Фон прапора ділиться на діагоналлю зліва направо, і пофарбовані в золотий колір (нижній лівий) і червоний (верхній правий). Кольори символізують міста Палермо і Корлеоне. |
|        | 1995 –       | Тоскана               | Прапор складається з білого прямокутника, в центрі якого розміщене зображення Пегаса; вище і нижче Пегаса розміщено вузькі червоні горизонтальні смуги. |
|        | 1983 –       | Трентіно-Альто-Адідже | Прапор складається з двох рівнозначних горизонтальних смуг білого (вгорі) і синього кольорів та герба регіону у центрі. |
|        | 2003 –       | Умбрія                | Прапор являє собою зелене полотнище, у центрі якого розташовується герб Умбрії. |
|        | 2001 –       | Фріулі-Венеція-Джулія | Прапор складається з світло-блакитного прямокутника, у центрі якого розміщено герб регіону. |

## Автономне територіальне утворення Молдови
| Прапор | Затверджений | Використання    | Опис |
| ------ | ------------ | --------------- | --- |
|        | 1995 –       | Прапор Гагаузії | Прапор складається із трьох смуг різного кольору та ширини. Верхня синя смуга займає 60 % ширини прапора, нижче — біла і червона смуги, кожна шириною 20 %. На синій смузі зображено три жовті зірки трикутником. Пропорції прапору: 2:3. |

## Провінції Нідерландів
| Прапор | Затверджений | Використання       | Опис |
| ------ | ------------ | ------------------ | --- |
|        | 1953 –       | Гелдерланд         | Прапор являє собою горизонтальний триколор з трьох рівнозначних смуг синього, жовтого (золотого) і чорного кольорів. Кольори походять з герба Гельдерланду, який у свою чергу був заснований на гербі герцогства Гельдерн. Пропорції прапору: 2:3. |
|        | 1950 –       | Гронінген          | Прапор заснований на гербах міста Гронінгена і Омеландену (частини провінції, що оточує Гронінген). Кольори червоний, білий і синій є похідними від герба Омеландену, а білий і зелений походить від герба Гронінгена. Кольори міста знаходяться в центрі прапора, що символізує його центральне розташування. Пропорції прапору: 2:3. |
|        | 1947 –       | Дренте             | Кольори прапора (червоний і білий) є традиційними саксонськими кольорами та кольорами Архієпископа Утрехта, який управляв Дренте в минулому. Шість зірок символізують шість древніх областей провінції, а замок — місто Куворден. |
|        | 1949 –       | Зеландія           | У центрі прапора розміщено герб Зеландії. Хвилясті сині лінії символізують море і постійну боротьбу проти нього. |
|        | 1999 –       | Лімбург            | Прапор складається з 3 смуг білого, синього та жовтого кольорів. Синя смуга символізує річку Маас. Ліворуч розташовується червоний лев з подвійним хвостом, з видом на флагшток. Пропорції прапору: 2:3. |
|        | 1948 –       | Оверейсел          | Жовті та червоні смуги на прапорі Оверейселу взяті з герба Нідерландів. У центрі прапора хвиляста синя лінія символізує річку Ейссел. |
|        | 1985 –       | Південна Голландія | Складається з жовтого полотнища, на якому зображений червоний лев. Прапор створений на основі герба Південної Голландії, на якому також зображений червоний лев. Червоний і жовтий — традиційні голландські кольори, вони ж присутні і на прапорі Північної Голландії. Пропорції прапору: 2:3. |
|        | 1958 –       | Північна Голландія | Прапор складається з трьох рівнозначних горизонтальних смуг жовтого, червоного і синього кольорів. Кольори відповідають гербу Північної Голландії, який утворений шляхом поєднання старого герба Голландії з гербом Західної Фрісландії. Жовтий і червоний, традиційні голландські кольори, присутні також на прапорі Південної Голландії. Жовтий і синій — кольори Західної Фрісландії. Так як жовтий колір є в символіці обох регіонів, на прапорі він поміщений зверху. Пропорції прапору: 2:3. |
|        | 1959 –       | Північний Брабант  | Прапор складається з 24 квадратів у червоних і білих кольорах, розміщених у шаховому порядку. Пропорції прапору: 2:3. |
|        | 1952 –       | Утрехт             | Прапор складається з двох горизонтальних смуг рівної ширини, білої зверху і червоного знизу. У лівому верхньому куті прапора є червоний квадрат з білим хрестом. Пропорції прапору: 2:3. |
|        | 1986 –       | Флеволанд          | Прапор складається з двох широких горизонтальних смуг, синьою (зверху) і зеленою (знизу), розділених вузькою жовтою смугою. У крижі прапора — біла Геральдична лілія. Жовта смуга з лівого боку хвиляста, що символізує поля зрілої пшениці, квітучого ріпаку та сільське господарство в цілому. Зелена смуга позначає рівнинні луки, а синя — море, на осушеній ділянці якого заснована провінція. Пропорції прапору: 2:3.                                                                        |
|        | 1957 –       | Фрисландія         | Прапор складається з чотирьох синіх і трьох білих діагональних смуг; в білих смугах розташовані сім червоних листків жовтого латаття. Пропорції прапору: 2:3. |

## Землі Німеччини
| Прапор | Затверджений                         | Використання                   | Опис |
| ------ | ------------------------------------ | ------------------------------ | --- |
|        | 1953 –                               | Баварія                        | Офіційно у Баварії два прапори, обидва прийняті 16 листопада 1953 року, обидва мають пропорції 3:5, обидва використовують традиційні кольори землі — білий і блакитний. Норми, в якому випадку використовується той чи інший прапор відсутні. У першому варіанті («смугастий прапор») використовується полотнище з розмірами сторін 3 до 5, верхня половина біла, нижня — блакитна. У другому варіанті («діамантовий прапор») використовується чергування білих і блакитних ромбів («діамантів»). При цьому кількість ромбів не повинна бути менше 21, а зріз ромба в правому верхньому куті повинен бути білого кольору. |
|        | 1954 –                               | Баден-Вюртемберг               | Прапор складається з двох рівнозначних смуг чорного та золотого кольору з гербом землі у центрі. Пропорції прапору: 3:5. |
|        | 1954-1990 (Західний Берлін) 1990 –   | Берлін                         | Прапор складається з трьох нерівних по ширині смуг: червоної, білої та червоної. Кожна червона смуга має ширину в 1/5 ширини прапора, біла смуга, відповідно, займає по ширині три п'ятих. На прапорі білу смугу займає здиблений чорний ведмідь — гербова фігура берлінського герба. Пропорції прапору: 3:5. |
|        | 1991 –                               | Бранденбург                    | Являє собою прямокутне полотнище з двома рівними по ширині горизонтальними смугами червоного і білого кольорів з гербом Бранденбурга — червоним орлом на білому щиті — в середині. Пропорції прапору: 3:5. |
|        | 1947 –                               | Бремен                         | Прапор складається з восьми рівнозначних горизонтальних смуг червоного та білого кольорів, які чергуються і змінюються біля флагштока. У центрі розміщується герб Бремену. Пропорції прапору: 2:3. |
|        | 1751 –                               | Гамбург                        | Являє собою червоне полотнище з білим замком що має три башти — гербовою фігурою Гамбурга. Пропорції прапору: 2:3. |
|        | 1948 –                               | Гессен                         | Являє собою прямокутне полотнище з двома рівними по ширині горизонтальними смугами червоного і білого кольорів з гербом землі в середині. Пропорції прапору: 3:5. |
|        | 1990 –                               | Мекленбург — Передня Померанія | Являє собою прямокутне полотнище із смугами (зверху вниз) синього, білого, жовтого, білого і червоного кольорів, із співвідношенням ширини 4:3:1:3:4. В центрі розміщені символи Мекленбурга (чорна голова бика) зліва і Передньої Померанії (червоний грифон) справа. Пропорції прапору: 3:5. |
|        | 1951 –                               | Нижня Саксонія                 | Прапор Нижньої Саксонії заснований на прапорі Німеччини. У центрі чорно-червоно-жовтого триколору поміщений герб Нижньої Саксонії. Пропорції прапору: 2:3. |
|        | 1945 –                               | Рейнланд-Пфальц                | Прапор землі заснований на прапорі Німеччини. У верхньому лівому куті чорно-червоно-жовтого триколору поміщений герб Рейнланд-Пфальцу. Пропорції прапору: 2:3. |
|        | 1957 –                               | Саар                           | Прапор Саару заснований на прапорі Німеччини. У центрі чорно-червоно-жовтого триколору поміщений герб Саару. Пропорції прапору: 3:5. |
|        | 1815-1918 1920-1935 1947-1952 1991 – | Саксонія                       | Являє собою прямокутне полотнище з двома рівними по ширині горизонтальними смугами білого і зеленого кольорів з гербом землі посередині. Пропорції прапору: 3:5 або 1:2. |
|        | 1991 –                               | Саксонія-Ангальт               | Прапор складається з двох рівних по ширині горизонтальних смуг золотого і чорного кольорів з гербом землі посередині. Пропорції прапору: 3:5. |
|        | 1953 –                               | Північний Рейн — Вестфалія     | Прапор складається з зелено-біло-червоного триколору, у центрі якого поміщений герб землі. Пропорції прапору: 3:5 або 1:2. |
|        | 1991 –                               | Тюрингія                       | Являє собою прямокутне полотнище, яке складається з двох горизонтальних смуг білого і червоного кольорів з гербом землі посередині. Пропорції прапора можуть бути як 1:2, так і 3:5. |
|        | 1948 –                               | Шлезвіг-Гольштейн              | Прапор складається з синьо-біло-червоного триколору, у центрі якого поміщений герб землі. Пропорції прапору: 3:5 або 1:2. |

## Автономні регіони Португалії
| Прапор | Затверджений | Використання              | Опис |
| ------ | ------------ | ------------------------- | --- |
|        | 1979 –       | Прапор Азорських островів | Прапор являє собою прямокутний біколор з нерівномірно розподіленим полотнищем на синю та білу частини. У лівому верхньому краї знаходиться португальський герб, а в центрі — яструб (символ архіпелагу). Білий і блакитний кольори — традиційні кольори Португалії. Дев'ять зірок на прапорі означають дев'ять островів архіпелагу. Пропорції прапору: 2:3.                                       |
|        | 1978 –       | Прапор Мадейри            | Прапор являє собою прямокутне полотнище з співвідношенням сторін 2:3, розділене на три вертикальні смуги рівної ширини. Крайні смуги сині, центральна — жовта (золота). На центральній смузі зображено хрест ордена Христа. Синій колір символізує морське розташування острова, жовтий колір — м'який клімат, завдяки якому процвітає економіка острова. Хрест підкреслює зв'язок з Португалією. |

## Республіки Росії
| Прапор | Затверджений | Використання              | Опис |
| ------ | ------------ | ------------------------- | --- |
|        | 1994 –       | Прапор Адигеї             | Прапор є прямокутним полотнищем зеленого кольору, на якім зображено 12 золотих зірок і три золоті перехресні стріли, спрямовані наконечниками нагору. Відношення ширини прапора до його довжини 1:2. |
|        | 1999 –       | Прапор Башкортостану      | Прапор являє собою прямокутне триколірне полотнище, що складається з горизонтальних рівновеликих по ширині смуг: верхня смуга синього кольору, середня — білого кольору, нижня — зеленого кольору. У центрі білої смуги золотавим кольором зображена емблема — коло, усередині якого перебуває стилізована квітка кураю, що складається з 7 пелюстків. Пропорції прапору: 2:3. |
|        | 1992 –       | Прапор Дагестану          | Прапор являє собою прямокутне полотнище із трьох рівновеликих горизонтальних смуг: верхньої — зеленого, середньої — блакитного й нижньої — червоного кольору. Відношення ширини прапора до його довжини — 2:3. |
|        | 1994 –       | Прапор Інгушетії          | Прапор являє собою прямокутне полотнище із трьох горизонтальних смуг: верхньої — зеленого, середньої — білого й нижньої — зеленого кольору. Середня смуга — широка. У центрі широкої білої смуги зображений червоний солярний знак. Пропорції прапору: 2:3. |
|        | 1994 –       | Прапор Кабардино-Балкарії | Прапор являє собою полотнище, що складається з 3-х рівновеликих горизонтальних смуг: синьо-блакитної, білої й зеленої. У центрі полотнища коло, розділене на синьо-блакитне й зелене поля, посередині біле зображення Ельбрусу. Пропорції прапору: 2:3. |
|        | 1996 –       | Прапор Калмикії           | Являє собою прямокутне полотнище золотисто-жовтого кольору, в середині якого зображено блакитне коло з білою квіткою лотоса, що складається з дев'яти пелюсток. Верхні п'ять пелюсток лотоса втілюють п'ять континентів земної кулі, чотири нижні пелюстки — чотири сторони світу, які символізують прагнення народів республіки до дружби, співпраці з усіма народами миру.   |
|        | 1994 –       | Прапор Карачаєво-Черкесії | Прапор є полотнищем з трьох рівновеликих горизонтальних смуг: верхньої — світло-синього, середньої — зеленого і нижньої — червоного кольорів. У центрі полотнища — світле коло (кільце), в якому — висхідне з-за гір сонце з п'ятьма широкими здвоєними і шістьма тонкими і короткими променями. Пропорції прапору: 1:2.                                                       |
|        | 1993 –       | Прапор Карелії            | Прапор Карелії являє собою прямокутне полотнище, що складається із трьох рівновеликих горизонтальних смуг — червоного, синього та зеленого кольорів. Пропорції прапору: 2:3. |
|        | 1994 –       | Прапор Комі               | Прапор являє собою прямокутне полотнище, що складається з розташованих горизонтально в послідовності зверху вниз трьох смуг синього, зеленого і білого кольорів шириною в одну третину ширини прапора кожна. Пропорції прапору: 2:3. |
|        | 2011 –       | Прапор Марій Ел           | Прапор являє собою прямокутне срібне полотнище із співвідношенням ширини до довжини 2:3, яке має з боку древка червлену смугу з марійським орнаментом. У центрі прапора знаходиться зображення герба республіки Марій Ел. |
|        | 1995 –       | Прапор Мордовії           | Прапор являє собою прямокутне полотнище, що складається з розташованих горизонтально в послідовності зверху донизу трьох смуг маренового (темно-червоного), білого й темно-синього кольорів. Верхня й нижня смуги по розміру однакові. Ширина кожної з них становить 1/4 ширини прапора. Співвідношення сторін прапора — 1:2.                                                  |
|        | 1994 –       | Прапор Північної Осетії   | Прапор є полотнищем прямокутної форми, що складається з розташованих горизонтально в послідовності зверху донизу трьох смуг білого, червоного і жовтого кольорів шириною в одну третину ширини прапора кожна. Пропорції прапору: 1:2. |
|        | 1991 –       | Прапор Татарстану         | Прапор являє собою прямокутне полотнище з горизонтальними смугами зеленого, білого й червоного кольорів. Біла смуга становить 1/15 ширини прапора й розташована між рівними за шириною смугами зеленого й червоного кольорів. Зелена смуга зверху. Пропорції прапору: 1:2. |
|        | 1993 –       | Прапор Удмуртії           | Прапор являє собою прямокутне триколірне полотнище з вертикальних рівновеликих по ширині смуг чорного, білого й червоного кольорів. У центрі білої смуги зображений восьмикутний солярний знак червоного кольору. Співвідношення ширини прапора до його довжини — 1:2. |
|        | 2004 –       | Прапор Чечні              | Прапор являє собою прямокутне полотнище із трьох горизонтальних смуг: верхньої зеленого — 65 см, середньої — білого — 10 см і нижньої — червоного кольору — 35 см. Біля флагштоку — вертикальна біла смуга із чеченським національним орнаментом — 15 см. Співвідношення сторін прапора — 2:3.                                                                                 |
|        | 1992 –       | Прапор Чувашії            | Прапор являє собою прямокутне полотнище, пересічене на жовте (угорі) і пурпурове (унизу) поля. У центрі прапора розташовані пурпурові древньочуваські емблеми — «Дерево Життя» і «Три Сонця». Пропорції прапору: 5:8. |

## Автономний край Сербії
| Прапор | Затверджений | Використання     | Опис |
| ------ | ------------ | ---------------- | --- |
|        | 2004 –       | Прапор Воєводини | Прапор Воєводини заснований на сербському прапорі. На прапорі Сербії всі три смуги мають рівну ширину, а на прапорі Воєводини синя смуга ширше інших. Використання кольорів сербського прапора означає, що Воєводина є частиною Сербії. На прапорі зображені три жовті зірки, які символізують три частини Воєводини: Бачка, Банат і Срем. |

## Автономна республіка України
| Прапор | Затверджений | Використання | Опис |
| ------ | ------------ | ------------ | --- |
|        | 1992 –       | Прапор Криму | Прапор складається з трьох горизонтально розташованих кольорових смуг: верхньої — синього, середньої — білого, нижньої — червоного кольорів. Співвідношення сторін 1:2. |

## Автономна провінція Фінляндії
| Прапор | Затверджений | Використання               | Опис |
| ------ | ------------ | -------------------------- | --- |
|        | 1954 –       | Прапор Аландських островів | Прапор Аландів схожий на шведський, тобто являє собою прямокутне полотнище синього кольору зі скандинавським хрестом жовтого кольору. Однак жовтий хрест на Аландскому прапорі ширше і в нього вставлений скандинавський хрест червоного кольору. Співвідношення сторін 17:26. |

## Регіони Франції
| Прапор | Затверджений | Використання                     | Опис |
| ------ | ------------ | -------------------------------- | --- |
|        | –            | Аквітанія                        | Прапор являє собою червоне полотнище, на якому розміщений жовтий лев. Він заснований на історичному гербі анжуйців, оскільки Аквітанія була частиною їх імперії в 12 столітті. Пропорції прапору: 2:3. |
|        | 1923 –       | Бретань                          | Прапор використовує традиційні кольори Бретані — білий і чорний — і геральдичний символ регіону — горностай. Чергування чорних і білих смужок навіяно гербом Ренна. Число смужок — дев'ять — символізує дев'ять традиційних провінцій та єпархій Бретані. П'ять чорних смужок означають провінції/єпархії, де говорять французькою чи є ґалломовними; чотири білі символізують бретономовні субрегіони. 11 хвостів горностая нагадують про герцогства Бретані. Пропорції прапору: 2:3.                                                                                    |
|        | –            | Бургундія                        | Основні елементи прапору взяті з герба Бургундії. Смуги білого та червоного кольорів, що чергуються, взяті з історичних кольорів Бургундського герцогства. Пропорції прапору: 2:3. |
|        | –            | Верхня Нормандія                 | Прапор являє собою червоне полотнище, на якому розміщені три леопарди Він заснований на гербі, який приписують Вільгельму Завойовнику. Пропорції прапору: 2:3. |
|        | 1990 –       | Ельзас                           | Прапор Ельзасу являє собою червоне знамено з білим мережевим конюшиноподібним перев'язом вліво, супроводжуваний з обох боків трьома жовтими коронами. Прапор Ельзасу створений на основі герба, який містить злиті символи Верхнього Ельзасу і Нижнього Ельзасу.Білий перев'яз прикрашений з обох сторін білим мереживом символізує північну частину регіону. Шість золотих корон символізують колишні володіння Габсбургів у південному Ельзасі. Червоний фон є загальним для старих регіональних і міських гербів Верхнього і Нижнього Ельзасу. Пропорції прапору: 2:3. |
|        | –            | Іль-де-Франс                     | Являє собою темно-синє полотнище з трьома золотими ліліями. Пропорції прапору: 2:3. |
|        | 1755 –       | Корсика                          | Являє собою прямокутне біле полотнище зі співвідношенням сторін 3:5, по центру якого чорна голова мавра, повернута праворуч, перев'язана білою стрічкою. Пропорції прапору: 3:5. |
|        | –            | Лангедок-Русійон                 | Являє собою прямокутне червоне полотнище із гербом регіону у центрі. Пропорції прапору: 2:3. |
|        | –            | Лімузен                          | Прапор складається з білого тла, з геральдичним горностаєвим хутром. Прапор обрамлений червоною рамкою. Пропорції прапору: 2:3. |
|        | –            | Лотарингія                       | Прапор Лотарингії: на жовтому полотнищі червоний перев'яз управо, що обтяжений трьома білими орлами. Прапор створений на основі регіонального герба. Пропорції прапору: 2:3. |
|        | –            | Нижня Нормандія                  | Прапор являє собою червоне полотнище, на якому розміщені два геральдичні леопарди. Як і прапор Верхньої Нормандії, він заснований на гербі, який приписують Вільгельму Завойовнику. Пропорції прапору: 2:3. |
|        | –            | Нор — Па-де-Кале                 | Являє собою прямокутне полотнище жовтого кольору з чорним фламандським левом посередині. Пропорції прапору: 2:3. |
|        | –            | Овернь                           | Являє собою прямокутне полотнище жовтого (золотого) кольору з гербом регіону посередині. Пропорції прапору: 2:3. |
|        | –            | Пеї-де-ла-Луар                   | Прапор ділиться на дві рівнозначні частини. Перша складається з лілій на синьому тлі та червоною облямівкою, друга — з чорного горностаєвого хутра на білому тлі та синьою облямівкою. У центі розміщено корону, хрест та два об'єднані серця (усі — червоного кольору), а у лівому верхньому куті прапора — білого (срібного) лева. Пропорції прапору: 2:3. |
|        | –            | Південь — Піренеї                | Являє собою прямокутне полотнище червоного кольору з золотим окситанським (тулузьким) хрестом посередині. Пропорції прапору: 2:3. |
|        | –            | Пікардія                         | Прапор Пікардії походить з герба регіону і поділений на чотири рівні частини: у верхній лівій та нижній правій частинах зображено три золоті лілії на синьому тлі; у нижній лівій та верхній правій — три червоні левами на срібному тлі. Пропорції прапору: 2:3. |
|        | 1999 –       | Прованс — Альпи — Лазурний Берег | Прапор являє собою комбінацію символів складових частин регіону: червоні та золоті смуги, що чергуються, символізують Прованс; дельфін на золотому тлі — провінцію Дофіне; червоний орел на срібному тлі, який стоїть на трьох горах, обмитих морем, взятий з герба Ніцци (частина департаменту Приморські Альпи). Пропорції прапору: 2:3. |
|        | –            | Пуату-Шарант                     | Являє собою прямокутне полотнище червоного кольору з п'ятьма золотими замками. Пропорції прапору: 2:3. |
|        | –            | Рона — Альпи                     | Прапор походить від герба регіону і містить елементи його складових частин. Пропорції прапору: 2:3. |
|        | –            | Франш-Конте                      | На прапорі зображений золотий лев зі злитками золота на блакитному тлі. Пропорції прапору: 2:3. |
|        | –            | Центр — Долина Луари             | Прапор походить від герба регіону і відрізняється від нього тільки прямокутною формою. Пропорції прапору: 2:3. |
|        | –            | Шампань — Арденни                | Прапор Шампань — Арденн: на синьому полотнищі білий із золотим меандром перев'яз управо. Прапор створений на основі регіонального герба. Пропорції прапору: 2:3. |

## Кантони Швейцарії
| Прапор | Затверджений  | Використання             | Опис |
| ------ | ------------- | ------------------------ | --- |
|        | 1930 –        | Ааргау                   | Прапор розділений на дві рівні частини: ліва частина чорна, по центрі проведені три білі хвилясті лінії; права частина — три білі п'ятипроменеві зірки на блакитному тлі. Білі хвилясті лінії символізують річки Ааре, Рейсс і Ліммат, зірки — три основні складові частини кантону. Пропорції прапору: 1:1. |
|        | 1597 –        | Аппенцелль — Ауссерроден | Прапор являє собою білий (срібний) квадрат, в центрі якого розміщено чорного ведмедя, який стоїть на задніх лапах. По боках ведмедя розташовуються літери V та R (зліва та справа відповідно). Ведмідь був взятий з герба Монастиря святого Галла, літери «VR» чи «UR» означають «Ussere Roden», що співзвучно до «Ауссерроден». Пропорції прапору: 1:1.                                                                           |
|        | 1403 –        | Аппенцелль — Іннерроден  | Прапор являє собою білий (срібний) квадрат, в центрі якого розміщено чорного ведмедя, який стоїть на задніх лапах. Пропорції прапору: 1:1. |
|        | 1947 –        | Базель-Ланд              | На білому полі зображено червоний єпископський посох, направлений праворуч і прикрашений сімома зубцями. Прапор заснований на гербі міста Лісталь і гербі принц-єпископства Базель. Пропорції прапору: 1:1. |
|        | XIII ст. –    | Базель-Штадт             | На білому полі зображено чорний єпископський посох, направлений ліворуч. Пропорції прапору: 1:1. |
|        | 1289 –        | Берн                     | На червоному полотнищі золотий перев'яз управо, обтяжений чорним ведмедем, що йде вгору. Пропорції прапору: 1:1. |
|        | 1815 –        | Вале                     | Прапор розділений по вертикалі на дві рівні частини: білу та червону, з трьома вертикальними рядами зірок у зворотному забарвленні (червоного та білого відповідно), по чотири в кожній половині і п'ять уздовж центральної лінії. Пропорції прапору: 1:1. |
|        | 1819 –        | Во                       | Прапор горизонтально розділений на двірівні частини білого та зеленого кольорів. На білій частині вписаний золотими літерами девіз Liberté et Patrie («Свобода і Вітчизна»). Пропорції прапору: 1:1. |
|        | 1959 –        | Гларус                   | Прапор являє собою зображення святого Фрідоліна на червоному тлі. Пропорції прапору: 1:1. |
|        | 1933 –        | Граубюнден               | Прапор горизонтально розділений на дві рівні частини. У нижній частині розміщений чорний козеріг на білому тлі. Верхня частина ділиться на дві рівні вертикальні частини. У лівій частині проведено дві рівнозначні вертикальні смуги чорного та білого кольорів. Права частина поділена на чотири квадрати (по два квадрати синього та жовтого кольорів) і з хрестом протилежного забарвлення посередині. Пропорції прапору: 1:1. |
|        | XV ст. –      | Женева                   | Прапор розділений по вертикалі на дві рівні частини, жовтого (ліворуч) і червоного (праворуч). У лівій частині розташована половина чорного імператорського орла, у правій — ключ Святого Петра (які символізують статус Женеві як столиці і єпископського міста, відповідно). Пропорції прапору: 1:1. |
|        | 1443 –        | Золотурн                 | Являє собою квадратне полотнище з двома рівнозначними горизонтальними смугами червоного і білого кольорів. Пропорції прапору: 1:1. |
|        | 1386 –        | Люцерн                   | Являє собою квадратне полотнище з двома рівнозначними горизонтальними смугами білого і блакитного кольорів. Пропорції прапору: 1:1. |
|        | 1848 –        | Невшатель                | Прапор розділений на три рівні вертикальні частини зеленого, білого і червоного кольорів. У правому верхньому кутку розміщено білий швейцарський хрест. Пропорції прапору: 1:1. |
|        | поч. XV ст. – | Нідвальден               | На червоному тлі розташовано білий вертикальний подвійний ключ святого Петра. Пропорції прапору: 1:1. |
|        | 1816 –        | Обвальден                | Прапор ділиться по горизонталі на дві рівні частини, верхня червоного, а нижня білого кольорів. У центрі прапора розміщено ключ святого Петра у зворотному забарвленні (білого зверху та червоного знизу). Пропорції прапору: 1:1. |
|        | 1843 –        | Санкт-Галлен             | На зеленому полі розміщені білі вертикальні фасції, з лезом сокири, зверненої до древка. Пропорції прапору: 1:1. |
|        | 1803 –        | Тічино                   | Являє собою квадратне полотнище з двома рівнозначними горизонтальними смугами червоного та синього кольорів. Пропорції прапору: 1:1. |
|        | 1803 –        | Тургау                   | Прапор ділиться по діагоналі на зелену і білу частини. У кожній частині розміщено золотого лева. Пропорції прапору: 1:1. |
|        | XIII ст. –    | Урі                      | На прапорі зображена чорна голова бика на жовтому тлі. Пропорції прапору: 1:1. |
|        | 1410 –        | Фрібур                   | Являє собою квадратне полотнище з двома рівнозначними горизонтальними смугами чорного та білого кольорів. Пропорції прапору: 1:1. |
|        | 1319 –        | Цуг                      | Являє собою квадратне полотнище з трьома рівнозначними горизонтальними смугами білого, блакитного та білого кольорів. Пропорції прапору: 1:1. |
|        | 1220 –        | Цюрих                    | Прапор ділиться по діагоналі на блакитну і білу частини. Пропорції прапору: 1:1. |
|        | 1940-ві –     | Шаффхаузен               | Прапор являє собою квадратне полотнище жовтого кольору, у центрі якого зображений чорний баран, який стоїть на задніх лапах. Пропорції прапору: 1:1. |
|        | 1963 –        | Швіц                     | Являє собою квадратне полотнище червоного кольору з білим швейцарським хрестом у лівому верхньому куті. Пропорції прапору: 1:1. |
|        | 1319 –        | Юра                      | Розділені по вертикалі на рівні частини білого (ліворуч) та червоного (праворуч) кольорів. У лівій частині розміщено червоний єпископський посох, звернений ліворуч. У правій частині зображено три горизонтальні білі смуги. Пропорції прапору: 1:1. |